# Comté de Jerome
Le comté de Jerome est l’un des 44 comtés de l’État de l’Idaho, aux États-Unis.
Il a été créé en 1919 par partition du comté de Lincoln. On ne sait pas au juste s’il a été nommé en hommage à Jerome Hill, promoteur d’un projet d’irrigation, son gendre Jerome Kuhn ou son petit-fils Jerome Kuhn, Jr.
Siège : Jerome.

## Démographie
| 1920  | 1930  | 1940  | 1950   | 1960   | 1970   |
| ----- | ----- | ----- | ------ | ------ | ------ |
| 5 729 | 8 358 | 9 900 | 12 080 | 11 712 | 10 253 |

| 1980   | 1990   | 2000   | 2010   | - | - |
| ------ | ------ | ------ | ------ | - | - |
| 14 840 | 15 138 | 18 342 | 22 374 | - | - |

## Géolocalisation
|                  | Comté de Lincoln    |                    |
| Comté de Gooding | Comté de Jerome     | Comté de Minidoka, |
|                  | Comté de Twin Falls | Comté de Cassia    |